# Iliocostalis

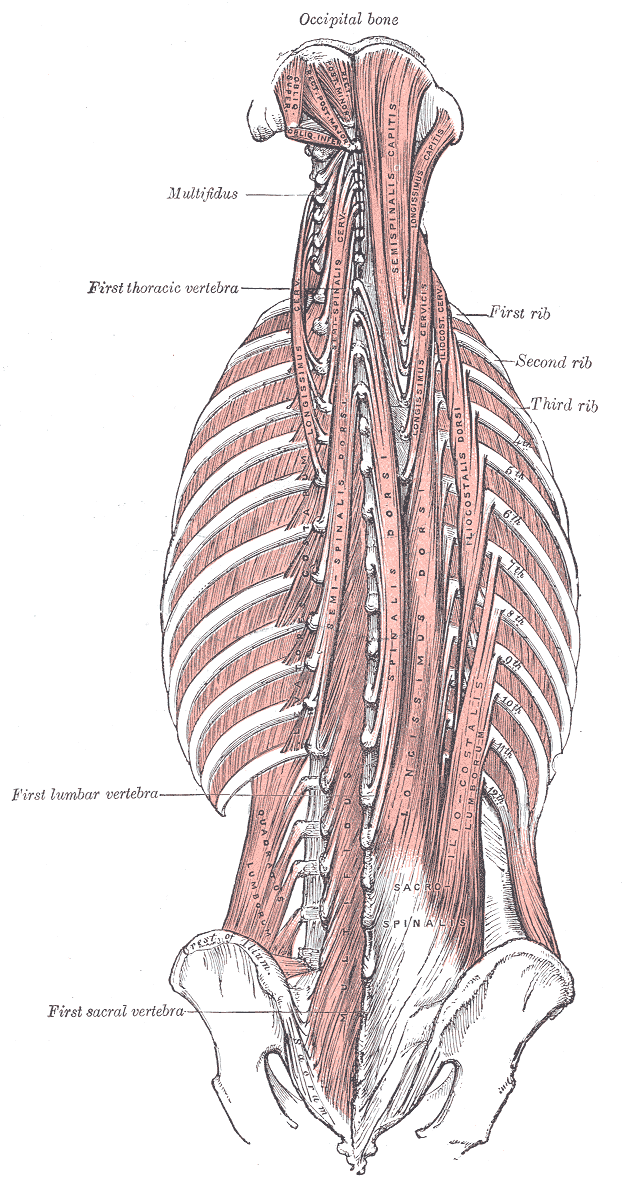
Ryggens djupa muskulatur. Iliocostalis tre delar syns längst till höger.
Illustration: Gray's Anatomy, 1918. (PD)

Iliocostalis Lumborum, delas in i följande avsnitt. Håller kroppen i upprätt ställning, sidoböjer. I: rami posteriores C4-L3.

## Iliocostalis lumborum
Iliocostalis Lumborum
Urspringer från os sacrum, Crista iliaca, Aponeurosis erector spinae, och fäster på Angulus Costae (samtliga revben).
Följande två komponenter kan urskiljas:
Pars Lumbalis
Detta är muskelns undre del och fäster på de sex undre revbenen. (costae).
Pars Thoracica
Ursprung: Angulus costae (de sex undre revbenen). Fäster på: Angulus costae (de sex övre revbenen).

## Iliocostalis cervicis
Uspringer från Angulus costae på 6-8 revbenen. Fäster på tubercula posteriora på tvärutskotten till C 4-6.